# Sabrina De Leeuw
Sabrina De Leeuw (Ukkel, 19 augustus 1974) is een voormalige Belgische hoogspringster. Zij werd eenmaal Europees juniorenkampioene in haar specialiteit en veroverde gedurende haar loopbaan in totaal dertien Belgische titels. 

## Loopbaan
Sabrina De Leeuw won in 1992 haar eerste Belgische titel in het hoogspringen bij de senioren. Het jaar nadien werd ze ook indoor Belgisch kampioene en verbeterde ze in Sheffield haar persoonlijk record tot 1,93 m. Tot op heden is dit nog steeds het Belgisch record bij de junioren. Ze werd dat jaar met een sprong over 1,89 in San Sebastian Europees kampioene bij de junioren en veroverde ook haar tweede Belgische titel outdoor. Door haar sterke prestaties werd ze ook geselecteerd voor de wereldkampioenschappen van 1993 in Stuttgart, waar ze niet hoger kwam dan 1,84 en daarmee uitgeschakeld werd in de kwalificaties. Begin 1994 evenaarde ze op de Belgische indoorkampioenschappen in Gent met een sprong over 1,94 het Belgisch record van Chris Soetewey. Ze nam toen ook deel aan de Europese indoorkampioenschappen in Parijs, waar ze in de finale slechts over 1,80 ging.
Door vele blessures aan rug en achillespees slaagde De Leeuw er niet in de prestaties die ze op vrij jonge leeftijd had gedaan nog te verbeteren. Ze behaalde tot 2008 nog acht Belgische titels outdoor, een titel indoor en ook twee Franse titels indoor. Ze kon zich echter nooit meer voor een internationaal kampioenschap kwalificeren.

### Clubs
De Leeuw begon haar carrière bij CS Vorst en stapte later over naar Olympic Essenbeek Halle, waar ze ook trainster werd.

## Titels

### Internationale kampioenschappen
| Onderdeel    | Titel                       | Jaar |
| ------------ | --------------------------- | ---- |
| hoogspringen | Europees kampioene junioren | 1993 |
| hoogspringen | Francofoon kampioene        | 1997 |

### Belgische kampioenschappen
Outdoor
| Onderdeel    | Jaar                                                      |
| ------------ | --------------------------------------------------------- |
| hoogspringen | 1992, 1993, 1996, 1997, 1999 2001, 2004, 2006, 2007, 2008 |

Indoor
| Onderdeel    | Jaar             |
| ------------ | ---------------- |
| hoogspringen | 1993, 1994, 2000 |

## Persoonlijke records
Outdoor
| Onderdeel    | Prestatie | Datum            | Plaats    |
| ------------ | --------- | ---------------- | --------- |
| hoogspringen | 1,93 m    | 29 augustus 1993 | Sheffield |

Indoor
| Onderdeel    | Prestatie | Datum            | Plaats |
| ------------ | --------- | ---------------- | ------ |
| hoogspringen | 1,94 m    | 16 februari 1994 | Gent   |

## Palmares

### hoogspringen
- 1991:  BK AC indoor - 1,71 m
- 1992:  BK AC indoor - 1,80 m
- 1992:  BK AC - 1,85 m
- 1993:  BK AC indoor - 1,86 m
- 1993:  BK AC - 1,89 m
- 1993:  EK junioren in San Sebastian - 1,89 m
- 1993: kwalificaties WK in Stuttgart - 1,84 m
- 1994:  BK AC indoor - 1,94 m (NR)
- 1994: 13e EK indoor in Parijs – 1,80 m
- 1995:  BK AC - 1,80 m
- 1996:  BK AC - 1,80 m
- 1997:  BK AC - 1,77 m
- 1999:  BK AC indoor - 1,86 m
- 1999:  Frans kampioen indoor - 1,84 m
- 1999:  BK AC - 1,83 m
- 2000:  BK AC indoor - 1,87 m
- 2000:  BK AC - 1,81 m
- 2001:  Frans kampioen indoor - 1,88 m
- 2001:  BK AC indoor - 1,84 m
- 2001:  BK AC - 1,83 m
- 2003:  BK AC - 1,79 m
- 2004:  BK AC - 1,77 m
- 2005:  BK AC - 1,81 m
- 2006:  BK AC - 1,74 m
- 2007:  BK AC - 1,82 m
- 2008:  BK AC - 1,77 m

## Onderscheidingen
- 1992: Gouden Spike voor beste belofte
- 1993: Gouden Spike